# Trehörningen (Bodums socken, Ångermanland)
Trehörningen är en sjö i Strömsunds kommun i Ångermanland och ingår i Ångermanälvens huvudavrinningsområde. Sjön har en area på 0,12 kvadratkilometer och ligger 306 meter över havet.

## Delavrinningsområde
Trehörningen ingår i det delavrinningsområde (709728-151171) som SMHI kallar för Utloppet av Storflärken. Medelhöjden är 305 meter över havet och ytan är 2,71 kvadratkilometer. Räknas de 6 avrinningsområdena uppströms in blir den ackumulerade arean 51,04 kvadratkilometer. Nagasjöån som avvattnar avrinningsområdet har biflödesordning 3, vilket innebär att vattnet flödar genom totalt 3 vattendrag innan det når havet efter 174 kilometer. Avrinningsområdet består mestadels av skog (75 procent). Avrinningsområdet har 0,24 kvadratkilometer vattenytor vilket ger det en sjöprocent på 9 procent.